# Vital Idol
A Vital Idol  a brit rockénekes, Billy Idol albuma, amely először 1985 júniusában jelent meg az Egyesült Királyságban, majd később, 1987 szeptemberében a világ többi részén is kiadták. Alapvetően egy remixalbum, amelyen az első kettő/három nagylemezének számai találhatóak újrakeverve, többnyire táncolhatóbb verziókban. A Billboard 200-as listájának 10. helyéig jutott, a Mony Mony kislemez élő verziójának promóciós céljait is szolgálva.
Az eredeti, 1985-ös változat csak mint egy EP jelent meg, borítóján a Dancing with Myself videoklipjéből vett képpel. 1987-ben a "To Be A Lover"-rel kiegészülve, vadonatúj borítóval jelent meg. 2002-ben ezt a változatot adták ki újra, digitálisan újrakeverve.

## Az album dalai
| 1. | White Wedding (Parts I & II) (Shotgun Mix) | 8:20 |
| 2. | Dancing with Myself (Uptown Mix)           | 5:57 |
| 3. | Flesh for Fantasy (Below the Belt Mix)     | 7:04 |
| 4. | Catch My Fall (Remix Fix)                  | 4:56 |
| 5. | Mony Mony (Downtown Mix)                   | 5:01 |
| 6. | Love Calling (Rub a Dub Dub Mix)           | 5:33 |
| 7. | Hot in the City (Exterminator Mix)         | 5:09 |

| 1. | White Wedding (Parts I & II) (Shotgun Mix) | 8:20 |
| 2. | Mony Mony (Downtown Mix)                   | 5:01 |
| 3. | Hot in the City (Exterminator Mix)         | 5:09 |
| 4. | Dancing with Myself (Uptown Mix)           | 5:57 |
| 5. | Flesh for Fantasy (Below the Belt Mix)     | 7:04 |
| 6. | To Be a Lover (Mother of Mercy Mix)        | 6:49 |
| 7. | Love Calling (Rub a Dub Dub Mix)           | 5:33 |
| 8. | Catch My Fall (Remix Fix)                  | 4:56 |

| 1.  | White Wedding (Parts I & II) (Shotgun Mix) | 8:20 |
| 2.  | Mony Mony (Hung Like a Pony Mix)           | 7:00 |
| 3.  | Hot in the City (Exterminator Mix)         | 5:10 |
| 4.  | Dancing with Myself (Uptown Mix)           | 5:59 |
| 5.  | Flesh for Fantasy (Below the Belt Mix)     | 7:04 |
| 6.  | To Be a Lover (Mother of Mercy Mix)        | 6:48 |
| 7.  | Love Calling (Rub a Dub Dub Mix)           | 5:33 |
| 8.  | Catch My Fall (Remix Fix)                  | 4:56 |
| 9.  | Shakin' All Over (Live)                    | 4:39 |
| 10. | Mony Mony (Live)                           | 4:06 |

## Eladások és minősítések
| Ország (szervezet)                                                                        | Minősítés | Eladások   |
| ----------------------------------------------------------------------------------------- | --------- | ---------- |
| Franciaország (SNEP)                                                                      | Arany     | 100 000*   |
| Németország (BVMI)                                                                        | Arany     | 250 000^   |
| Új-Zéland (RMNZ)                                                                          | Arany     | 7500^      |
| Egyesült Királyság (BPI)                                                                  | Platina   | 300 000^   |
| Egyesült Államok (RIAA)                                                                   | Platina   | 1 000 000^ |
| * Eladási adat csak eredeti tanúsítvány alapján. ^ Eladási adatok csak tanúsítás alapján. |           |            |